# Stea hipergigantă

Soarele în comparaţie cu o stea hipergigantă, VY Canis Majoris, considerată a doua cea mai masivă stea din Universul Observabil.

O stea hipergigantă (clasa de luminozitate 0) este o stea cu o masă enormă și luminozitate uriașă, care prezintă semne ale unei rate foarte mari de pierdere de masă. Magnitudinea absolută este de -7.
Hipergigantele pot ajunge și la 100 de mase solare. Unele hipergigante au avut inițial o masă mai mare de 250 de ori decât masa solară. Temperatura hipergigantelor poate avea valori între 3.500 și 35.000 K.
Datorită ratei foarte mari de pierdere de masă, viața lor este relativ scurtă, de 1 - 3 milioane ani. Stelele hipergigante se transformă în supernove la sfârșitul vieții lor.
S-au descoperit 7 stele hipergigante în Calea Lactee: P Cygni (în nordul constelației Cygni), S Doradus (în sudul constelației Doradus), eta Carinae, steaua Pistol și LBV 1806-20 (aflată în aglomerația de stele Cl* 1806-20).